# Circaeasteraceae
Circaeasteraceae is een botanische naam, voor een familie van tweezaadlobbige planten. Een familie onder deze naam wordt heel regelmatig erkend door systemen van plantentaxonomie, en ook door het APG-systeem (1998) en het APG II-systeem (2003).
In APG I en APG II zijn er twee toegestane omschrijvingen:
- in enge zin (sensu stricto) exclusief de planten die anders de familie Kingdoniaceae vormen.
- in ruime zin (sensu lato) inclusief de planten die anders de familie Kingdoniaceae vormen.

Het gaat om een heel kleine familie, van kruidachtige planten, die voorkomt in India en China.